# Агальцов Пилип Олександрович
Пилип Олександрович Агальцов (20 лютого 1900 — 29 червня 1980) — радянський воєначальник Військово-повітряних сил СРСР, маршал авіації (1962), Герой Радянського Союзу (1978).

## Біографія
Народився 20 січня 1900 року в селі Солдатське (нині Єфремівського району Тульської області РФ) у селянській родині. Росіянин.
Член РКП(б) з 1919 року. У тому ж році вступив до лав РСЧА. Брав участь у громадянській війні в Росії.
У 1932 році закінчив Військово-політичну академію, а в 1934 році курси льотчиків при Качинській військовій авіашколі. Брав участь у громадянській війні в Іспанії. У 1938 році став членом Військової ради ВПС РСЧА.
З 1941 року командир авіаполку. Пізніше, до 1943 року очолював Тамбовську школу молодших авіаційних спеціалістів. Цього ж року став командиром авіадивізії, а з листопада 1944 року вже командир 1-го польського змішаного авіаційного корпусу.
Після німецько-радянської війни командував авіакорпусом, пізніше повітряною армією.
У 1949—1956, 1958—1962 роках був першим заступником і заступником головкома ВПС СРСР, а у 1958—1962 — генеральний інспектор ВПС.
З 1962 по 1969 рік командував дальною авіацією ВПС СРСР. З 1969 року у Групі генеральних інспекторів МО СРСР.
Помер 29 червня 1980.

## Звання та нагороди
21 лютого 1978 року за уміле керівництво військами, особисту мужність і відвагу проявлену в боротьбі з німецько-фашистськими загарбниками, великий внесок у підготовку й підвищення бойової готовності військ у післявоєнний час і у зв'язку з 60-річчям Радянської армії і ВМФ Пилипу Олександровичу Агальцову присвоєно звання Героя Радянського Союзу.
Також мав інші відзнаки:
- 4 ордени Леніна
- 5 орденів Червоного Прапора
- орден Суворова 2-го ступеня
- орден Кутузова 2-го ступеня
- орден Вітчизняної війни I ступеня
- орден Червоної Зірки
- орден «За службу Батьківщині у Збройних Силах СРСР» 3-го ступеня
- іноземні нагороди
- медалі